# Liste der Ortsteile von Rostock

Ortsämter: Nordwest 1: Warnemünde, Diedrichshagen, Markgrafenheide, Hohe Düne, Hinrichshagen, Wiethagen, Torfbrücke, Groß Klein, Schmarl, Nordwest 2: Lichtenhagen, Lütten Klein, Evershagen, West: Reutershagen, Hansaviertel, Gartenstadt/Stadtweide, Mitte: Kröpeliner-Tor-Vorstadt, Stadtmitte, Brinckmansdorf, Südstadt, Biestow, Ost: Dierkow-Neu, Dierkow-Ost, Dierkow-West, Toitenwinkel, Gehlsdorf, Hinrichsdorf, Krummendorf, Nienhagen, Peez, Stuthof, Jürgeshof

Die 31 Ortsteile der Stadt Rostock mit ihren zugehörigen historisch und landläufig benutzen Orts- und Gebietsbezeichnungen:
| Ortsteil                                                                                  | Stadt- bereich | Ortsamt    | Fläche (km²) | Einwohner Stand 31.12.2011 | Bevölkerungsdichte (Einwohner / km²) | Karte |
| ----------------------------------------------------------------------------------------- | -------------- | ---------- | ------------ | -------------------------- | ------------------------------------ | ----- |
| Seebad Warnemünde                                                                         | A              | Nordwest 1 | 5,9          | 5.937                      | 1.006                                |       |
| Diedrichshagen                                                                            | A              | Nordwest 1 | 4,4          | 2.168                      | 493                                  |       |
| Markgrafenheide (Waldsiedlung)                                                            | B              | Nordwest 1 | 6,5          | 585                        | 90                                   |       |
| Hohe Düne (An der See, Yachthafen)                                                        | B              | Nordwest 1 | 5,2          | 686                        | 132                                  |       |
| Hinrichshagen (Erich-Weinert-Siedlung, Wallensteinslager)                                 | B              | Nordwest 1 | 15,9         | 198                        | 12                                   |       |
| Wiethagen (Meyershausstelle)                                                              | B              | Nordwest 1 | 16,8         | 83                         | 5                                    |       |
| Torfbrücke                                                                                | B              | Nordwest 1 | 11,0         | 53                         | 5                                    |       |
| Lichtenhagen (Klein Lichtenhagen, Ostseewelle, Möhlenkamp, Siedlung Grabower Str.)        | C              | Nordwest 2 | 5,9          | 14.338                     | 2.430                                |       |
| Groß Klein (Lütten Klein-Dorf, Dänenberg, Groß Klein-Dorf)                                | D              | Nordwest 1 | 2,8          | 13.509                     | 4.825                                |       |
| Lütten Klein                                                                              | E              | Nordwest 2 | 3,6          | 17.234                     | 4.787                                |       |
| Evershagen (Evershagen-Süd, Evershagen-Dorf, Obstplantage, Schutow)                       | F              | Nordwest 2 | 7,0          | 16.847                     | 2.407                                |       |
| Schmarl (Marienehe, Schmarl-Dorf)                                                         | G              | Nordwest 1 | 5,8          | 8.756                      | 1.510                                |       |
| Reutershagen (Reutershagen I, Reutershagen II, Komponistenviertel, Vorweden, Schutow)     | H              | West       | 5,7          | 17.978                     | 3.154                                |       |
| Hansaviertel                                                                              | I              | West       | 2,0          | 8.465                      | 4.233                                |       |
| Gartenstadt/Stadtweide                                                                    | J              | West       | 4,8          | 3.312                      | 690                                  |       |
| Kröpeliner-Tor-Vorstadt (Bramow)                                                          | K              | Mitte      | 3,7          | 19.342                     | 5.228                                |       |
| Südstadt                                                                                  | L              | Mitte      | 5,6          | 14.998                     | 2.678                                |       |
| Biestow                                                                                   | M              | Mitte      | 3,8          | 2.753                      | 724                                  |       |
| Stadtmitte (Nördliche Altstadt, Steintor-Vorstadt, Dalwitzhof, Stadthafen)                | N              | Mitte      | 5,3          | 19.986                     | 3.771                                |       |
| Brinckmansdorf (Alt Bartelsdorf, Riekdahl, Osthafen, Weißes Kreuz, Waldeslust, Kassebohm) | O              | Mitte      | 10,3         | 8.317                      | 807                                  |       |
| Dierkow-Neu (Dierkower Höhe)                                                              | P              | Ost        | 2,2          | 10.916                     | 4.962                                |       |
| Dierkow-Ost                                                                               | Q              | Ost        | 0,5          | 1.058                      | 2.116                                |       |
| Dierkow-West                                                                              | R              | Ost        | 1,0          | 1.141                      | 1.141                                |       |
| Toitenwinkel                                                                              | S              | Ost        | 3,7          | 14.010                     | 3.786                                |       |
| Gehlsdorf (Langenort)                                                                     | T              | Ost        | 6,5          | 4.662                      | 717                                  |       |
| Hinrichsdorf                                                                              | U              | Ost        | 3,5          | 218                        | 62                                   |       |
| Krummendorf (Oldendorf, Warnowrande)                                                      | U              | Ost        | 6,0          | 264                        | 44                                   |       |
| Nienhagen                                                                                 | U              | Ost        | 5,2          | 599                        | 115                                  |       |
| Peez                                                                                      | U              | Ost        | 11,8         | 10                         | 1                                    |       |
| Stuthof                                                                                   | U              | Ost        | 5,7          | 74                         | 13                                   |       |
| Jürgeshof                                                                                 | U              | Ost        | 3,2          | 19                         | 6                                    |       |

## Stadtbereiche
In statistischen Veröffentlichungen der Hansestadt wird nach 21 Stadtbereichen unterschieden, die überwiegend den 31 Ortsteilen entsprechen. Diese sind im Einzelnen:
- A: Warnemünde (einschließlich Diedrichshagen)
- B: Rostock-Heide (Markgrafenheide, Hohe Düne, Hinrichshagen, Wiethagen, Torfbrücke)
- C: Lichtenhagen
- D: Groß Klein
- E: Lütten Klein
- F: Evershagen
- G: Schmarl
- H: Reutershagen
- I: Hansaviertel
- J: Gartenstadt/Stadtweide
- K: Kröpeliner-Tor-Vorstadt
- L: Südstadt
- M: Biestow
- N: Stadtmitte
- O: Brinckmansdorf
- P: Dierkow-Neu
- Q: Dierkow-Ost
- R: Dierkow-West
- S: Toitenwinkel
- T: Gehlsdorf
- U: Rostock-Ost (Hinrichsdorf, Krummendorf, Nienhagen, Peez, Stuthof, Jürgeshof)

## Ortschaftsvertretungen
Die Zuordnung der 19 Ortschaftsvertretungen (Ortsbeiräte) zu den fünf Ortsamtsbereichen:
- Ortsamt Nordwest 1:
  - 1. Seebad Warnemünde, Diedrichshagen
  - 2. Markgrafenheide, Hohe Düne, Hinrichshagen, Wiethagen, Torfbrücke
  - 3. Groß Klein
  - 4. Schmarl
- Ortsamt Nordwest 2:
  - 5. Lichtenhagen
  - 6. Lütten Klein
  - 7. Evershagen
- Ortsamt West:
  - 8. Reutershagen
  - 9. Hansaviertel
  - 10. Gartenstadt/Stadtweide
- Ortsamt Mitte:
  - 11. Kröpeliner-Tor-Vorstadt
  - 12. Südstadt
  - 13. Biestow
  - 14. Stadtmitte
  - 15. Brinckmansdorf
- Ortsamt Ost:
  - 16. Dierkow (Neu)
  - 17. Dierkow (Ost), Dierkow (West)
  - 18. Toitenwinkel
  - 19. Gehlsdorf, Hinrichsdorf, Krummendorf, Nienhagen, Peez, Stuthof, Jürgeshof

## Quelle
- Statistische Nachrichten „Stadtbereiche 2017“
- Statistikstelle der Stadt Rostock: Bevölkerung mit Hauptwohnung der Hanse- und Universitätsstadt Rostock nach Ortsteilen – Stand 31. Dezember 2017